# 鞫谭
鞫谭（?—?），平原人，汉哀帝时的尚书令。
前4年，廷尉梁相与丞相长史、御史中丞和五个二千石官员共同审理东平王刘云的案子，当时冬月还没有过二旬，梁相心疑刘云有冤情，狱状有假饰的言辞，上奏想要转到长安，让公卿重新审理。尚书令鞫谭和仆射宗伯凤以为可以。汉哀帝以为梁相想让刘云活过冬天，下诏免梁相、鞫谭、宗伯凤等都为庶人。王嘉为梁相等人说情，称鞫谭会做规范的文书（颇知雅文），触怒了汉哀帝，被免官下狱。